# Elatostema elmeri
Elatostema elmeri es una especie de planta del género Elatostema, perteneciente a la familia Urticaceae.

## Taxonomía
Elatostema elmeri fue descrita por Elmer Drew Merrill en 1923.

## Distribución
Se encuentra en el territorio de Filipinas.